# Pülswerda

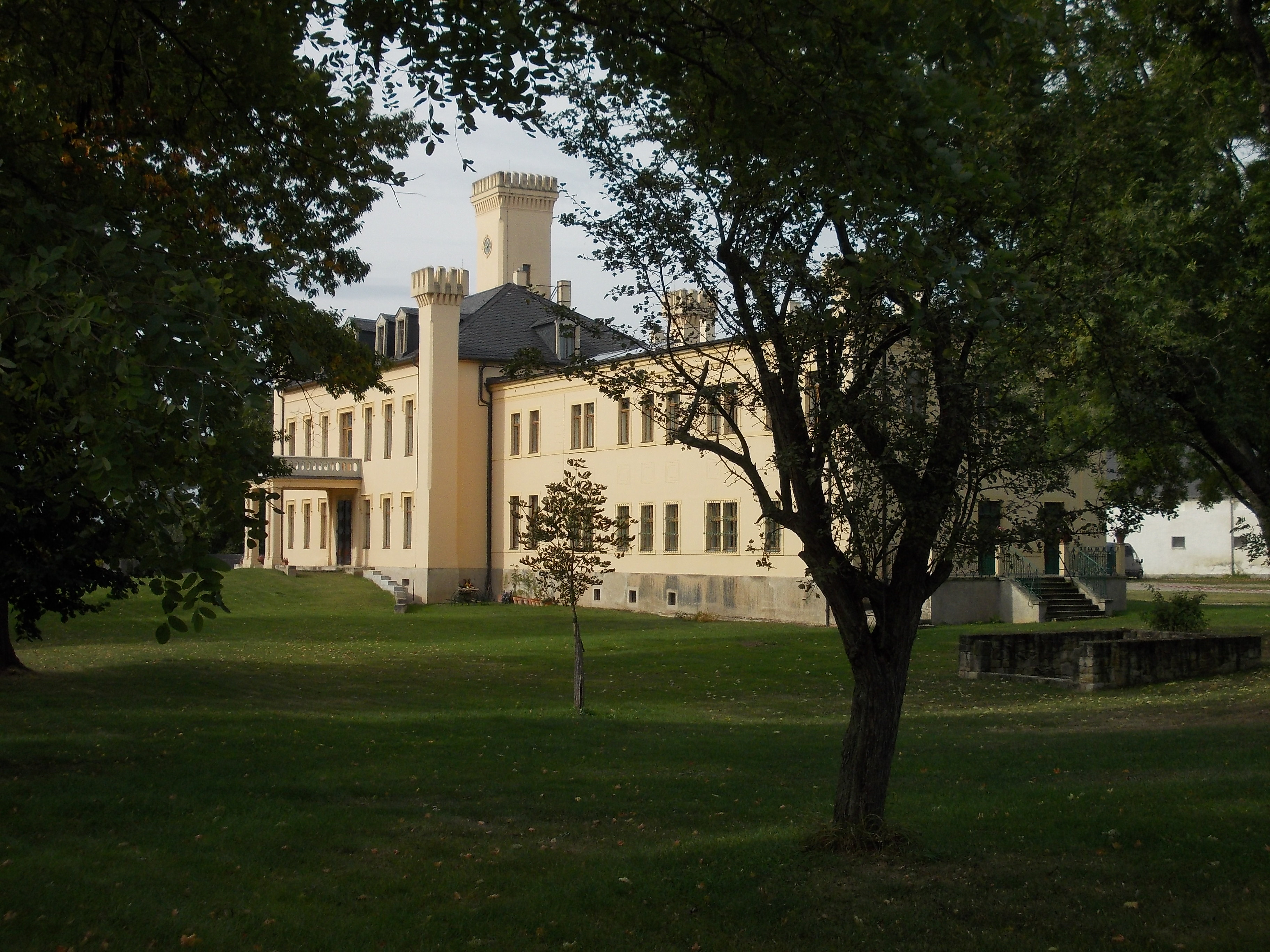
Schloss Pülswerda

Pülswerda ist ein Ortsteil der Gemeinde Arzberg in Landkreis Nordsachsen in Sachsen.

## Lage
Pülswerda befindet sich gegenüber dem Dorf Kunzwerda am Elbeknie südöstlich der Stadt Torgau. Erreichbar ist der Ort über die Kreisstraße 8912.

## Geschichte
Um 1368 wurde das sich entwickelnde Dorf Pulczwerd noch als Einzelgut mit einem Gutsbezirk und Gutssiedlung von 306 Hektar Land in einer Gutsblockflur beschrieben. Der Name entwickelte sich über Pulßwerda eine Feld und Wiesenmark. 1791 bis 1821 wurde die Gutsansiedlung mit weiteren Häusern Pülswerda, so wie heute geschrieben. 1818 lebten dann schon 165 Personen in dem Dorf und 1895 waren es immer noch 120. Die amtliche Behörde saß 1378 in Torgau, dann 1696 in Mühlberg/Elbe und 1880 bis 2012 in Torgau.

## Personen
- 1696: August Friedrich von Seydewitz, Hof- und Justitienrat
- 1735: Curt Gottlob von Seydewitz, königlich-sächsischer Kammerherr, Oberstleutnant und Kommissar des Meißnischen Kreises sowie Erb-, Lehn- und Gerichtsherr auf Pülswerda und Kreinitz
- 1769: Curt Friedrich August von Seydewitz, Generalmajor